# مطحنة (شعار)
تستخدم المطاحن في بعض الأحيان كرمز من رموز النبالة، وعادة ما تستخدم كإشارة إلى المساعي الزراعية والصناعية .
امثلة :

الطاحونة المائية في احضان مدينة فيانا دو جادراكي ، اسبانيا

طاحونة الهواء في احضان عائلة فان غاريت .

## انظر ايضًا
دعامة الطاحونة
عجلة الطاحونة